# هربرت باركر
هربرت باركر (بالإنجليزية: Herbert Parker)‏ هو محامي وسياسي أمريكي، ولد في 2 مارس 1856، وتوفي في 1939. حزبياً، نشط في الحزب الجمهوري.